# 나카쓰마촌 (후쿠시마현)
나카쓰마촌(中妻村)은 후쿠시마현 다무라군에 있었던 촌이다. 1955년 4월 1일 나카쓰마촌 및 미하루정, 오기사와촌, 나카사토촌, 사와이시촌, 가나메타촌 등 6개 정·촌이 합병하여 미하루정이 신설되고 폐지되었다.

## 지리
- 미하루정의 남서부, 고리야마시의 동부가 나카쓰마촌이 있던 곳이다.

## 역사
- 1889년 4월 1일 - 정촌제 시행에 의해 다카노스촌, 사이토촌, 니시카타촌, 누마노사와촌, 가바쿠라촌, 아라이촌이 합병해 다무라군 나카쓰촌이 성립하였다.
- 1955년
  - 4월 1일 - 나카쓰마촌 및 미하루정, 오기사와촌, 나카사토촌, 사와이시촌, 가나메타촌 등 6개 정·촌이 합병하여 미하루정이 신설되고, 나카쓰마촌 등은 폐지되었다.
  - 11월 1일 - 구 나카쓰촌의 일부는 고리야마시에 편입되었다.

## 인구
- 1889년 2,001
- 1920년 2,223
- 1947년 2,587

## 참고 문헌
- 角川日本地名大辞典編纂委員会『角川日本地名大辞典 7 福島県』、角川書店、1981年 ISBN 4-04-001070-1
- 日本加除出版株式会社編集部『全国市町村名変遷総覧』、日本加除出版、2006年、ISBN 4-8178-1318-0